# What's Going On
What's Going On —en español: Lo que está pasando— es el undécimo álbum de estudio del cantante estadounidense de soul Marvin Gaye. Lanzado el 21 de mayo de 1971, significó el inicio de una nueva tendencia en la música soul. Con letras intimistas acerca del abuso de drogas, la destrucción del medio ambiente, la pobreza y la guerra de Vietnam, el álbum fue una sensación inmediata y ha permanecido como un clásico del soul. 
Constantemente es nombrado en encuestas como una de las grabaciones fundamentales en la historia de la música pop y es considerado uno de los discos más importantes de todos los tiempos. Ocupa el 1 lugar en la lista de Rolling Stone de los 500 mejores álbumes de todos los tiempos publicada en 2003 tras una reedición en 2020, y en 1999 una encuesta de críticos publicada por el diario británico Guardian/Observer lo nombró como «El álbum más grande del siglo XX».
El productor fue el propio Marvin Gaye. What's Going On es un álbum-concepto que incluye nueve canciones (todas conectadas excepto la primera) como si fuera el punto de vista de un veterano de la guerra de Vietnam que regresa a Estados Unidos, el país por el cual ha estado peleando, y no ve más que injusticia, sufrimiento y odio. Gaye parece haberse inspirado en la experiencia de su hermano, que pasó tres años en el ejército durante la guerra de Vietnam.
Seis meses después de su publicación, la banda de funk y soul Sly & The Family Stone, lanzó su aclamado disco There's a Riot Goin' On, en respuesta al álbum de Marvin Gaye.

## Contexto

### Antecedentes
Al final de la década de los 60, Marvin Gaye cayó en una profunda depresión debido al tumor cerebral diagnosticado a su compañera de la discográfica Motown, la cantante Tammi Terrell, el fracaso de su matrimonio con Anna Gordy, una cada vez mayor adicción a la cocaína, problemas con el Servicio de Impuestos Internos (en inglés: Internal Revenue Service, IRS) y las disputas con el sello Motown, con el que había firmado un contrato en 1961. Incluso, Gaye tuvo un intento de suicidio con una pistola, fue el padre de Berry Gordy el que evitó que lo cometiera. Durante este tiempo Gaye comenzó a cosechar éxito internacional por primera vez en su carrera tras el lanzamiento de «I heard It through the grapevine» y los siguientes sencillos tales como «Too Busy Thinking About My Baby», «Abraham Martin & John» and «That's the Way Love Is». Pero Gaye no tenía ánimos para celebrar sus éxitos: «Mi éxito no me parece real. No lo merezco. Me siento como una marioneta- la mascota de Berry, la mascota de Anna. Yo tengo una mente propia y no la he estado usando».
Durante este tiempo, Gaye probó su valía como productor, produciendo varias canciones para el grupo The Originals. Fruto de este trabajo las canciones «Baby, I'm for Real» y «The Bells» se convirtieron en éxitos de ventas. El 16 de marzo de 1970, Tammi Terrell murió a causa de un tumor cerebral, apenas 5 semanas antes de su 25 cumpleaños. Como duelo por la muerte de Terrel, Gaye decidió apartarse del negocio de la música. Tras el éxito con «The Originals» Gaye cambió su apariencia, de corte cuidado, dejó crecer su barba y comenzó a vestir más casual, usando por ejemplo ropa de deporte. Además se hizo un Piercing en la oreja a modo de desafío y alzamiento contra los ejecutivos de la Motown que pensaban que debería haber estado de gira. Durante este tiempo decidió arreglar sus asuntos personales, recuperó su espiritualidad y asistió a varios conciertos de la Orquesta Sinfónica de Detroit, la cual había participado en muchas grabaciones de la Motown durante la década de los 60. Durante la primavera de 1970, Gaye buscó seriamente labrarse una carrera en el Fútbol americano con los Detroit Lions de la National Football League, o incluso con los «Eastern Michigan Eagles football». Las pruebas de competencia con los Detroit terminaron cuando fue advertido de que una lesión destrozaría su carrera musical. A pesar de esto, hizo amistad con tres compañeros de equipo Mel Farr, Charlie Sanders y Lem Barney. También inició su amistad con la estrella de los Detroit Pistons y futuro alcalde de Detroit Dave Bing.

## Grabación
El álbum fue trabajado en varios estudios entre junio de 1970 y abril de 1971. La primera canción del álbum, y la que de hecho le dio el nombre al álbum, también fue la primera en grabarseː What's Going On. Escrita por Renaldo Benson, Al Cleveland y Gaye, inspirados por una escena de abuso de autoridad policial que presenció Benson, el 15 de mayo de 1969. El incidente se conoció como Bloody Thursday, y fue ampliamente cubierto por medios de comunicación, ya que involucró a civiles que protestaban contra la guerra de Vietnam siendo atacados y posteriormente asesinados por la policía de Berkeley, en California.
La canción se grabó el 1 de junio de 1970, en los estudios Hitsville USA de Motown, para lo cual Gaye reclutó a los Funk Brothers y a otros músicos de sesión contratados personalmente por él. Se suele decir que el ambiente de grabación era tranquilo porque los músicos estaban bajo efectos de la marihuana y el whiskey.
La letra cruda sobre los conflictos sociales, la desigualdad y la violencia en las calles, escandalizó al dueño de la disquera de Gaye, Berry Gordy, quien estaba contrariado con la temática de la canción y temía ser censurado y generar que la gente confundiera el enfoque con la música bailable del sello Motown.
A pesar de que Gaye estaba orgulloso de la canción, cuando llegó a manos de Gordy, en septiembre de 1970, éste la despreció. La pelea entre Gaye y Gordy terminó en la amenaza del artista de abandonar el sello si no se publicaba la canción como sencillo.

### Sencillo y continuación
El lanzamiento de What's Going On en enero de 1971 fue un éxito rotundo, y le permitió a Gaye continuar con su proyecto.
Las otras ocho canciones del álbum se grabaron entre marzo y abril de 1971, inspiradas por las cartas que intercambiaban los hermanos Gaye, ya que uno de ellos estaba en el frente de guerra en Saigón.

## Lista de canciones
Todos los temas producidos por Marvin Gaye.

### Cara A
| # | Título                              | Duración | Compositor(es)                                     |
| - | ----------------------------------- | -------- | -------------------------------------------------- |
| 1 | «What's Going On»                   | 3:52     | Al Cleveland Marvin Gaye Renaldo Benson            |
| 2 | «What's Happening Brother»          | 2:44     | James Nyx Marvin Gaye                              |
| 3 | «Flyin' High (In the Friendly Sky)» | 3:49     | Marvin Gaye Anna Gordy Gaye Elgie Stover           |
| 4 | «Save the Children»                 | 4:03     | Al Cleveland Marvin Gaye Renaldo Benson            |
| 5 | «God is Love»                       | 1:49     | Marvin Gaye Anna Gordy Gaye Elgie Stover James Nyx |
| 6 | «Mercy Mercy Me (The Ecology)»      | 3:49     | Marvin Gaye                                        |

### Cara B
| # | Título                                    | Duración | Compositor(es)                         |
| - | ----------------------------------------- | -------- | -------------------------------------- |
| 7 | «Right On»                                | 7:31     | Earl DeRouen Marvin Gaye               |
| 8 | «Wholy Holy»                              | 3:08     | Renaldo Benson Al Clevland Marvin Gaye |
| 9 | «Inner City Blues (Make Me Wanna Holler)» | 5:26     | Marvin Gaye James Nyx                  |